# Gœrlingen
Gœrlingen é uma comuna francesa na região administrativa de Grande Leste, no departamento Baixo Reno. Estende-se por uma área de 3,76 km². Em 2010 a comuna tinha 221 habitantes (densidade: 58,8 hab./km²).